# Karl Joachim Sibeth
Karl Joachim Sibeth (* 4. Oktober 1692 in Marlow; † 1. November 1748 in Danzig) war ein lutherischer Theologe und Geistlicher.

## Leben
Karl Joachim Sibeth war Sohn des lutherischen Predigers Heinrich Sibeth (1626–1707) an der Stadtkirche Marlow. Er studierte nach dem Besuch des Rostocker Gymnasiums Theologie an den Universitäten Rostock und Leipzig. Er wurde zum Dr. Theol. promoviert. Nach Abschluss seines Studiums hielt er zunächst Vorlesungen an der Universität Rostock und wurde dann als Rektor an die Domschule nach Güstrow berufen. 1725 wurde er Pastor an der St.-Marien-Kirche und Mitglied des Konsistoriums in Stralsund. 1737 wurde Sibeth an die Marienkirche in Danzig berufen, wo er vom 1. April 1737 bis zu seinem Tod als Hauptpastor und Senior des Geistlichen Ministeriums der Stadt wirkte.